# حجاج بن أرطاة
حجاج بن أرطاة بن ثور بن هبيرة بن شراحيل بن كعب بن سلامان بن عامر، أبو أرطاة النخعي، الكوفي، من رواة الحديث وهو صدوق كثير الخطأ والتدليس، وكان من بحور العلم، تكلم فيه لبأو فيه، ولتدليسه، ولنقص قليل في حفظه، ولم يترك، قال عطاء بن أبي رباح "الحجاج بن أرطأة سيد شباب أهل العراق"، استفتي وهو ابن ست عشرة سنة، وولي قضاء البصرة. وكان تيّاها معجبا، وهو أول من ولي القضاء لبني العباس بالبصرة، توفي في سنة خمسين ومائة.

## روايته للحديث النبوي
- وروى عن : عكرمة، وعطاء، والحكم، ونافع، ومكحول، وجبلة بن سحيم، والزهري، وقتادة، والقاسم بن أبي بزة، وعمرو بن شعيب، وابن المنكدر، وزيد بن جبير الطائي، وعطية العوفي، والمنهال بن عمرو، وأبي مطر، ورياح بن عبيدة، وأبي إسحاق، وسماك، وعون بن أبي جحيفة، ومعبد بن خالد الجدلي، وخلق سواهم .
- حدث عنه : منصور بن المعتمر - وهو من شيوخه - وقيس بن سعد، وابن إسحاق، وشعبة - وهم من أقرانه - والحمادان، والثوري، وشريك، وزياد البكائي، وعباد بن العوام، والمحاربي، وهشيم، ومعتمر، وغندر، ويزيد بن هارون، وعبد الله بن نمير، وخلق كثير.[2]

## أقوال العلماء فيه
الجرح والتعديل
- قال أبو أحمد الحاكم : ليس بالقوي عندهم.
- قال أبو أحمد بن عدي الجرجاني : إنما عاب الناس عليه تدليسه عن الزهري وغيره وربما أخطأ في بعض الروايات فأما أن يتعمد الكذب فلا وهو ممن يكتب حديثه.
- قال أبو بكر البزار : كان حافظا مدلسا وكان معجبا بنفسه.
- قال أبو بكر البيهقي : لا يحتج به، وقال مرة ضعيف، وقال مرة: مشهور بالتدليس.
- قال أبو جعفر النحاس : يدلس عمن لقيه وعمن يلقه فلا يقوم بحديثه حجة إلا أن يقول حدثنا أو أخبرنا أو سمعت.
- قال أبو حاتم الرازي : صدوق يدلس عن الضعفاء يكتب حديثه، وإذا قال حدثنا فهو صالح لا يرتاب في صدقه وحفظه إذا بين السماع ولا يحتج بحديثه لم يسمع من الزهري ولا من هشام بن عروة ولا من عكرمة، ومرة: كان الحجاج مدلسا عمن رآه وعمن لم يره، وكان يقول إذا حدثتني أنت بشيء عن شيخ لم أبال أن.
- قال أبو حاتم بن حبان البستي : كان صلفا، تركه ابن المبارك وابن مهدي ويحيى القطان ويحيى بن معين وأحمد بن حنبل قال الذهبي: هذا القول فيه مجازفة، وأكثر ما نقم عليه التدليس، وكان فيه تيه لا يليق بأهل العلم.
- قال أبو زرعة الرازي : صدوق، مدلس.
- قال أبو عبد الله الحاكم النيسابوري : لا يحتج به.
- قال أبو محمد بن حزم الظاهري : محدث ضعيف.
- قال أبو مطيع البلخي : رأيت الحجاج بن أرطأة عليه سواد فلم أكتب عنه.
- قال أحمد بن حنبل : كان من الحفاظ، قيل فلم ليس هو عند الناس بذاك ؟ قال لأن في حديثه زيادة علي حديث الناس، ليس يكاد له حديث إلا فيه زيادة، ومرة: يقولون لم يلق الزهري، وكان يروي عن رجال لم يلقهم، ومرة: سمعت يحيى بن معين يذكر أن حجاجا لم ير الزهري، وكان سيئ الرأي فيه جدا ما رأي.
- قال أحمد بن شعيب النسائي : ضعيف لا يحتج بحديثه، ليس بالقوي.
- قال أحمد بن صالح الجيلي : كان فقيها، وكان أحد مفتي الكوفة، وكان فيه تيه، وكان جائز الحديث إلا أنه كان صاحب إرسال، ثم قال: فإنما يعيب الناس منه التدليس.
- قال إبراهيم بن يعقوب الجوزجاني : يتثبت في حديثه.
- قال إسماعيل بن إسحاق القاضي : مضطرب الحديث لكثرة تدليسه.
- قال ابن حجر العسقلاني : أحد الفقهاء وهو صدوق كثير الخطأ والتدليس، وضعيف مدلس، ومرة فيه ضعف.
- قال الخطيب البغدادي : الحجاج أحد العلماء بالحديث والحفاظ له، وكان مدلسا يروي عمن لم يلقه.
- قال الدارقطني : ضعيف لا يحتج به.
- قال الذهبي : أكثر ما نقم عليه التدليس وكان فيه تيه لا يليق بأهل العلم، ومرة: أحد الأعلام على لين فيه.
- قال حماد بن زيد الجهضمي : الحجاج أسرد للحديث من سفيان الثوري، كان عندنا أقهر لحديثه من سفيان الثوري.
- قال حماد بن سلمة البصري : كان والله ظريفا نظيفا.
- قال زكريا بن يحيى الساجي : كان مدلسا صدوقا سيئ الحفظ ليس بحجة في الفروع والأحكام.
- قال سبط ابن العجمي : مشهور به عن الضعفاء.
- قال سفيان الثوري : ما رأيت أحفظ منه، عليكم به، فإنه ما بقي أحد أعرف بما يخرج من رأسه منه، ومرة: ما رأيت مثله.
- قال شعبة بن الحجاج : إذا أردت الحديث فعليك بالحجاج بن أرطأة، ومرة: ثقه.
- قال عبد الرحمن بن يوسف بن خراش : كان مدلسا وكان حافظا للحديث.
- قال عبد الله بن أبي نجيح المكي : ما جاءنا مثله.
- قال عبد الله بن إدريس الكوفي : كنت أرى الحجاج بن أرطاة يفلي ثيابه، ثم خرج إلى المهدي وقدم معه بأربعين راحلة عليها أحمالها.
- قال عبد الملك بن قريب الأصمعي : أول من ارتشى بالبصرة من القضاة الحجاج بن أرطاة.
- قال علي بن المديني : تركته عمدا.
- قال عيسى بن يونس السبيعي: كان الحجاج بن أرطاة لا يحضر الجماعة، فقيل له في ذلك، فقال: أحضر مسجدكم هذا متى يزاحمني فيه الحمالون والبقالون.
- قال محمد بن إسحاق بن خزيمة : لا أحتج به إلا فيما قال أخبرنا وسمعت.
- قال محمد بن إسماعيل البخاري : ما قال فيه حدثنا يحتمل.
- قال محمد بن سعد كاتب الواقدي : ضعيف.
- قال محمد بن عبد الله المخرمي : كان يدلس، يحدثنا عن عمرو بن شعيب بما يحدث محمد العرزمي، والعرزمي متروك لا نقربه، قال ابن المبارك: قلت لهشام: مالك تدلس وقد سمعت، قال: قد كان كبيران يدلسان، فذكر سفيان الثوري والأعمش، وذكر أن الأعمش لم يسمع من مجاهد إلا أربعة أحاديث، وأن الحجاج بن أرطأة لم.
- قال محمد بن عمرو التنوري : وجه صديق للحجاج ابنه اليه يتقاضاه في مجلس الحكم فأمر بحبسه، فقال له الشرطي: ما أكتب في حبسه، قال: اكتب حبسه الحاكم.
- قال محمد بن نصر المروزي : الغالب علي حديثه الإرسال والتدليس وتغيير الألفاظ.
- قال محيي الدين النووي : اتفقوا على أنه مدلس، وضعفه الجمهور، فلم يحتجوا به، وكان بارعا في الحفظ والعلم.
- مصنفوا تحرير تقريب التهذيب : صدوق حسن الحديث مدلس.
- قال يحيى بن أبي زائدة الكوفي : أمر بترك حديثه، ومرة: سمعت الحجاج بن أرطأة يقول: مر أن تغلق الأبواب، وقال: لم أسمع من الزهري شيئا، ولم أسمع من الشعبي إلا حديثا واحدا، ولم أسمع من فلان حتى عد سبعة عشر.
- قال يحيى بن سعيد القطان : تركت الحجاج عمدا ولم أكتب عنه حديثا قط، ومرة: مضطرب، ومرة: رأيت الحجاج بن أرطاة يفتي بمكة فلم أحمل عنه ولم أحمل عن رجل عنه كان عنده مضطربا، ومرة: حجاج بن أرطاة، ومحمد بن إسحاق عندي سواء.
- قال يحيى بن معين : قال أحمد بن زهير عن يحيى بن معين: ضعيف ضعيف، ومرة: صدوق ليس بالقوي يدلس عن محمد بن عبيد الله العرزمي عن عمرو بن شعيب، ومرة: ليس بذاك القوي وهو مثل ابن أبي ليلى ومجالد، ومرة: لا يحتج بحديثه، ومرة: قال عباس بن محمد ليحيى بن معين ما يعني الحجاج بقوله: أسند ل .
- قال يعقوب بن سفيان الفسوي : صالح الحديث.
- قال يعقوب بن شيبة السدوسي : ضعيف الحديث مضطربه، وقد حمل الناس عليه، وقال: واهي الحديث في حديثه اضطراب كثير وهو صدوق وكان أحد الفقهاء.